# Краснинське
Кра́снинське (рос. Краснинское) — село у складі Промишленнівського округу Кемеровської області, Росія.

## Населення
Населення — 1379 осіб (2010; 1430 у 2002).
Національний склад (станом на 2002 рік):
- росіяни — 87 %